# Homalostethus mirandus
Homalostethus mirandus är en insektsart som först beskrevs av Butler 1874.  Homalostethus mirandus ingår i släktet Homalostethus och familjen spottstritar. Inga underarter finns listade i Catalogue of Life.